# Бобан, Мате
Мате Бобан (хорв. Mate Boban; 12 февраля 1940 — 7 июля 1997) — политический лидер боснийских хорватов, президент самопровозглашенного Хорватского содружества Герцег-Босны во время Боснийской войны.

## Биография
Мате Бобан родился в деревне Совичи близ Груде в Югославии в 1940 году. Работал в издательстве в Имотски и на табачной фабрике в Загребе. В 1950-х годах вступил в Союз коммунистов Югославии. После восстановления в Югославии многопартийной системы Бобан вступает в правый Хорватский демократический союз. Вскоре Мате Бобан становится лидером партии в Боснии и Герцеговине.
После начала гражданской войны в Югославии 12 ноября 1991 года на заседании в Травнике Мате Бобан и Дарио Кордич сформулировали идею о «вековой мечте хорватов — общем хорватском государстве». 18 ноября 1991 года было провозглашено создание хорватского содружества на территории Боснии и Герцеговины. Хорватское содружество Герцег-Босна должно было стать отдельной политической, культурной, экономической и территориальной единицей на территории Боснии и Герцеговины.

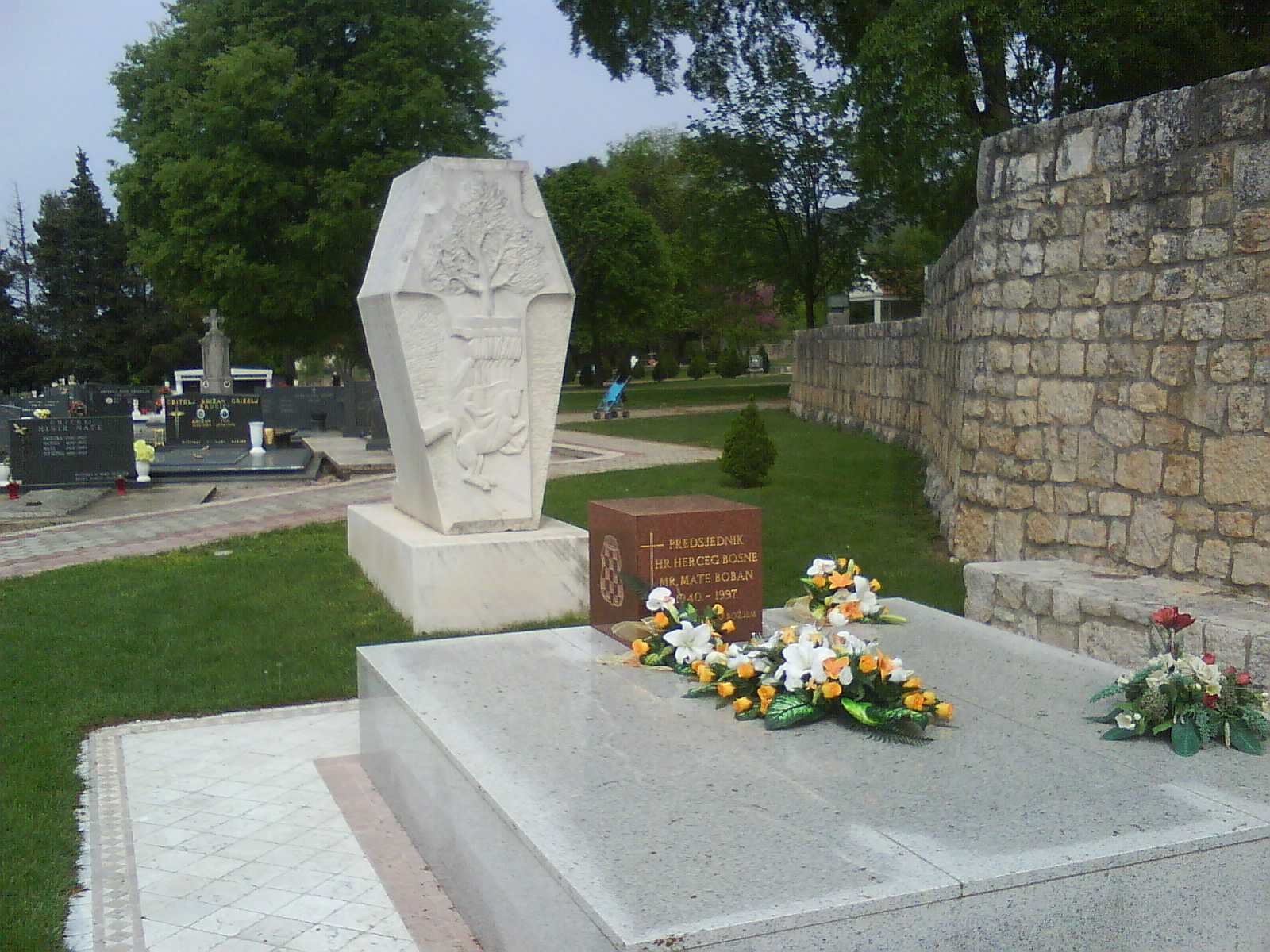
Могила Мате Бобана

После этого была достигнута договоренность между хорватскими и сербскими властями о разделе Боснии и Герцеговины. Таким образом Республика Сербская должна была войти в состав СРЮ, а Герцег-Босна объединиться с Хорватией. В мае 1992 года Мате Бобан как лидер боснийских хорватов ведёт переговоры в Граце с лидером боснийских сербов Радованом Караджичем и заключает соглашение о прекращении конфликта между сербскими и хорватскими силами, дабы сосредоточиться на взятии территорий, контролируемых боснийцами. Во время этих переговоров Бобан заявил: «Сербы наши братья во Христе, а мусульмане несколько сотен лет насиловали наших матерей и сестёр».
После этого начинается кровопролитный конфликт между хорватами и боснийцами. Ожесточённые боевые действия между хорватами и боснийцами развернулись в центральной и южной Боснии. Боевые действия сопровождались преступлениями против гражданского населения и этническими чистками. Это приводит к тупиковой ситуации и давлению на хорватскую сторону со стороны Запада. После этого хорваты и боснийцы были вынуждены подписать мирное соглашение.

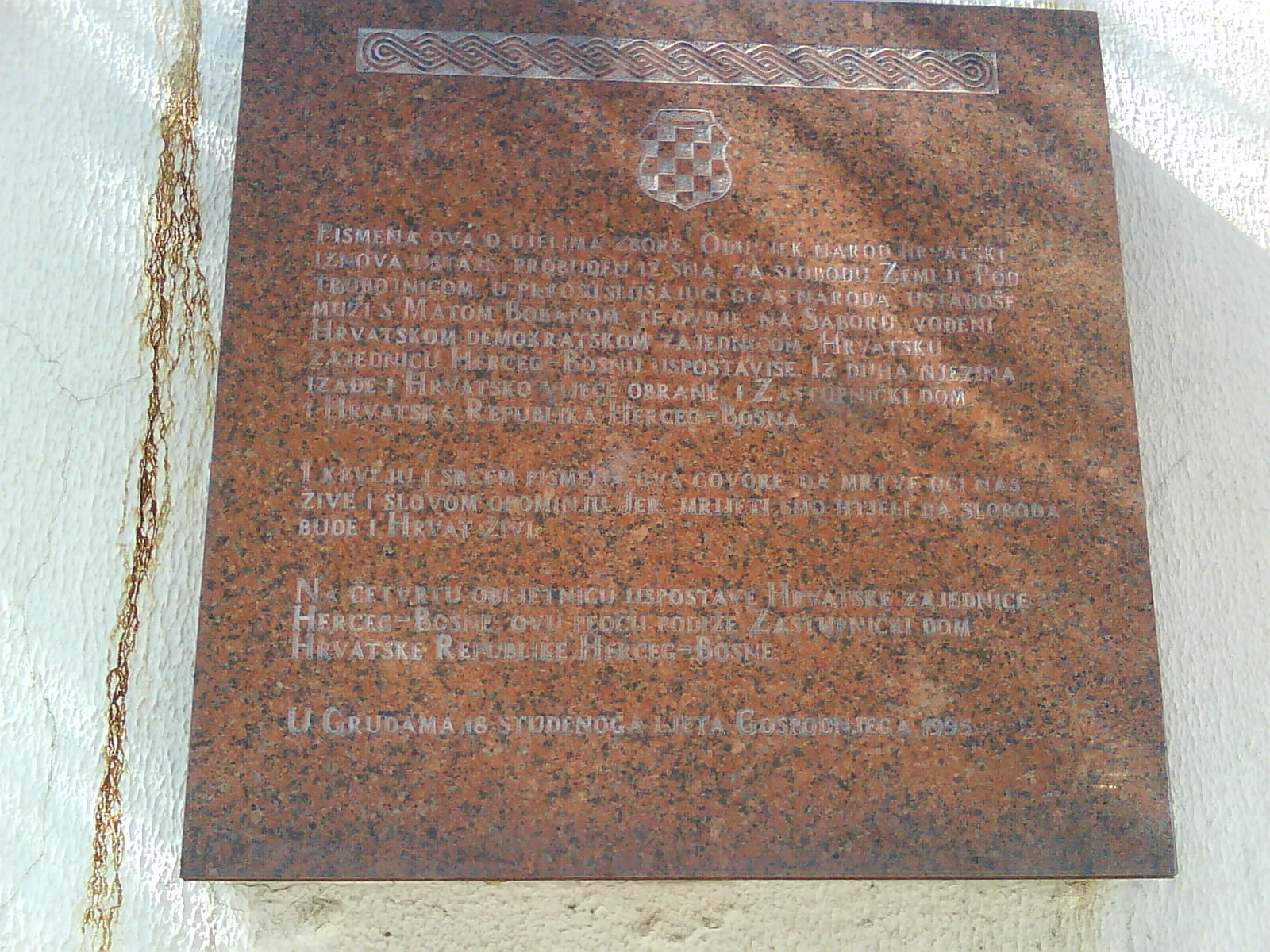
Мемориальная доска в Груде

Бобан отличался жесткостью в борьбе с внешними и внутренними врагами. По его приказу был уничтожен его главный политический соперник Блаж Кралевич, лидер Хорватских оборонительных сил. После окончания войны под давлением правительства США и папы римского Иоанна Павла II Мате Бобан ушёл из политики. 4 июля 1997 года Бобан перенес инсульт, а через 3 дня скончался в одной из больниц Мостара. Похороны Бобана прошли без участия иностранных гостей, однако явились важным событием для хорватской общины Боснии, правых политических сил Хорватии и его соратников (Гойко Шушак и другие).

## Память
Мате Бобан был связан родственными узами с Рафаэлем Бобаном — хорватским полковником времён Второй мировой войны, командиром так называемого «Чёрного легиона» (хорв. «Crna legija») усташей. Улица в центре Груде названа в честь Бобана, также на этой улице установлена мемориальная доска. Улицы названные в честь Мате Бобана есть в каждом крупном городе Боснии и Герцеговины, где большинство населения составляют хорваты. Улицы Мате Бобана имеются в Купресе, Чаплине, Ливно и Посушье.